# Mungiki
Mungiki è una setta politico-religiosa e organizzazione criminale messa al bando dal governo del Kenya. Il nome significa "gente unita" o "moltitudine" nella lingua kikuyu. Questa fede, iniziata verso la fine degli anni ottanta, è segreta ed ha una certa somiglianza con le religioni misteriche. L'origine e la dottrina sono poco chiare, supportano un ritorno alle tradizioni e rifiutano l'occidentalizzazione e tutti gli effetti provocati dal colonialismo. Ciò include il rifiuto della cristianità e la pratica forzata della circoncisione femminile. L'ideologia del gruppo è caratterizzata da una retorica rivoluzionaria e dal rigetto di tutti i tipi di modernizzazione sociale in atto in Kenya.

## Storia
Secondo uno dei fondatori del movimento, il gruppo iniziò le sue attività negli ultimi anni ottanta come milizia locale atta a proteggere i contadini Kikuyu nel corso delle dispute con i Masai e con le forze governative. I fondatori modellarono il gruppo sulla base dei combattenti Mau-Mau che lottarono contro le forze coloniali britanniche. Durante gli anni 90, il gruppo migrò in Nairobi e cominciò a dominare nel campo dei matatu (taxi privati).
In questo periodo cominciò a formarsi l'ossatura del gruppo in cellule operative. Ogni cellula constava di 50 membri ed era divisa in 5 plotoni. Tramite le basi economiche formatesi con la gestione dei matatu, il gruppo si mosse poi verso altre aree commerciali, molto remunerative, quali lo smaltimento dei rifiuti, l'edilizia, e verso attività illegali, prima fra tutte il racket e le violenze a sfondo etnico.
Mungiki opera quasi esclusivamente nell'area di Mathare, la seconda più grande baraccopoli di Nairobi, dove povertà e crimine dilagano. Da un articolo dell'agenzia Inter Press Service si è saputo che la rete di Mungiki si basa su un numero indecifrato di gang di strada collegate fra loro. Tutti i cittadini della baraccopoli pagano una somma di denaro all'organizzazione in cambio di protezione contro i ladri e danni alle cose. Inoltre il gruppo gestisce i bagni pubblici e richiede una tassa per l'uso degli stessi. La mancanza di un effettivo controllo delle forze governative ha facilitato la diffusione e l'influenza sul territorio dell'organizzazione.
Nel 2002 più di 50 persone morirono in scontri causati da disaccordi tra la setta e i conducenti dei matatu nella sola Nairobi. Nel 2002 la setta fu messa al bando e nel febbraio 2003 il gruppo risalì alla ribalta delle cronache dopo violenti scontri con la polizia che provocarono due morti tra le forze dell'ordine e 74 tra gli esponenti del gruppo. Nel giugno del 2007 Mungiki si rese responsabile di una serie di omicidi di conducenti di matatu e di oppositori della setta di varia natura. Questo portò alla risposta delle forze di sicurezza keniote in tutta l'area di Mathare. L'operazione di polizia provocò più di cento vittime.
Il gruppo Mungiki è stato inoltre collegato all'omicidio di una intera famiglia negli Stati Uniti, quando Jane Kurua, 47 anni e i suoi due figli furono massacrati; sul caso investiga l'FBI Il 12 luglio 2007 le autorità keniote riportarono che la setta nel corso di un rituale mutilò e decapitò un bambino di due anni.
Secondo alcune fonti investigative poco chiare, Mungiki ha collegamenti con la vecchia Kenya African National Union e con alcuni membri del parlamento keniota. A causa dell'estrema segretezza delle pratiche dell'organizzazione, ancora poco si conosce su di essa e sui suoi membri.
Alcuni presunti esponenti hanno dichiarato che, al culmine della sua influenza, la setta poteva contare su oltre 500.000 affiliati e riceveva sostanziali offerte economiche dalla gente di Nairobi. Altri kenioti affermano che l'influenza della setta è oggi in declino.